# Нолай
Нолай (на испански: Nolay) е община, разположена в провинция Сория, автономна област Кастилия и Леон, Испания. 